# Assedio di Ciudad Rodrigo (1812)
Nell'assedio di Ciudad Rodrigo, (7–20 gennaio 1812) l'esercito anglo-portoghese del visconte Wellington assediò la guarnigione francese della città comandata dal generale di brigata Jean Léonard Barrié. Dopo l'apertura di due brecce nelle mura grazie all'artiglieria pesante britannica, la fortezza fu vittoriosamente assaltata la sera del 19 gennaio 1812. Dopo l'entrata in città, le truppe britanniche saccheggiarono per ore prima che l'ordine fosse ristabilito. L'esercito di Wellington subì circa 1700 caduti, compresi i due generali uccisi. Dal punto di vista strategico, la caduta della fortezza aprì la rotta verso il nord della Spagna occupata dai francesi. Un primo assedio di Ciudad Rodrigo era avvenuto nel 1810, quando i francesi avevano conquistato la città allora controllata dagli spagnoli.

## Operazioni preliminari
All'interno della sua strategia in Spagna, Napoleone Bonaparte aveva ordinato al maresciallo Auguste Marmont di mandare 10 000 uomini in aiuto di Louis Gabriel Suchet per la conquista di Valencia, ed altri 4000 a rinforzare la riserva centrale. Quando Wellington seppe che Marmont aveva mandato uomini verso est, si diresse verso Ciudad Rodrigo giungendovi l'8 gennaio.
Ciudad Rodrigo era una fortezza di seconda classe cintata da mura alte dieci metri in "cattiva muratura, senza rinforzi, e con parapetti deboli e bastioni sottili". La città era dominata a nord da una collina alta 200 metri chiamata Grand Teson, su cui i francesi avevano costruito una ridotta. La guarnigione di 200 uomini di Barrié era troppo scarna per poter organizzare una buona resistenza. La guarnigione francese comprendeva singoli battaglioni del 34º e 113º reggimento di fanteria, un plotone di zappatori e solo 167 artiglieri a manovrare 153 cannoni.
L'8 gennaio la divisione leggera attaccò e conquistò la ridotta del Grand Teson, iniziando a scavare posizioni per l'artiglieria. Lo scavo del suolo roccioso nottetempo era un azzardo. Ogni volta che un piccone colpiva una roccia, la scintilla prodotta permetteva un tiro preciso ai francesi. Il convento di Santa Cruz fu assaltato il 13 gennaio dai KGL e da una compagnia del 60°, e fu conquistato il 14 gennaio. Le batterie che aprirono il fuoco il 14 gennaio erano composte da ventitré pezzi da 24 libbre e da quattro cannoni da assedio da 18 libbre. Nel giro di cinque giorni spararono 9500 colpi aprendo due brecce. Wellington ordinò un assalto la notte del 19 gennaio.

## L'attacco
Alla 3ª divisione del maggior generale Thomas Picton fu ordinato di attaccare la grande breccia posta sul lato nordoccidentale, mentre la divisione leggera di Robert Craufurd avrebbe assaltato quella piccola a nord. Vari assalti della brigata portoghese di Denis Pack avrebbero messo alla prova la difesa della porta San Pelayo ad est edoltre il fiume Agueda a sud. Dopo aver dato gli ordini, Wellington prese con sé 10 700 uomini per il proprio assalto.
Scattato alle 7 del mattino, l'assalto fu un completo successo. C'erano due cannoni posti sulle mura della grande breccia, e furono loro a provocare il grosso delle perdite. L'88º reggimento Connaught Rangers ne conquistò uno, mentre il 45 Nottinghamshire prese l'altro. Gli alleati persero nell'attacco 195 uomini, mentre 916 furono i feriti. Tra i morti c'erano i maggior generali Henry MacKinnon e Robert Craufurd. La vittoria fu leggermente guastata quando le truppe britanniche saccheggiarono la città, nonostante lo sforzo degli ufficiali.

## Conseguenze strategiche
La guarnigione francese patì 529 morti e feriti, mentre il resto fu catturato. L'esercito francese del Portogallo perse anche i 153 cannoni presenti in città. La rapida sconfitta di Ciudad Rodrigo modificò radicalmente i piani di Marmont, il quale credeva di avere abbastanza tempo per asserragliarsi a Salamanca il 1º febbraio. Ironicamente, Suchet riuscì a vincere l'assedio di Valencia prima dell'arrivo degli uomini di Marmont.
La conquista di Ciudad Rodrigo aprì un corridoio diretto a nord dal Portogallo alla Spagna. Permise anche a Wellington di combattere nel corridoio meridionale a Badajoz, la cui conquista sarebbe stata molto più sanguinosa.